# Den grimme ælling
 For alternative betydninger, se Den grimme ælling (flertydig). (Se også artikler, som begynder med Den grimme ælling)
Den grimme ælling er et eventyr skrevet af H.C. Andersen.
Fortællingen blev offentliggjort den 11. november 1843 og udkom som en del af hans eventyrsamling Nye Eventyr. Første Bind. Første Samling.
Det er blandt hans mest kendte eventyr.
Eventyret fortolkes ofte som H.C. Andersens egen beskrivelse af sin tidlige ungdom, en fabel.
I eventyret følges en svaneunge, der klækkes i en andegård ved en herregård.
I første del af historien ved hverken svaneungen selv eller de omgivende dyr, at den ikke er en and,
og på grund af dens anderledes udseendende behandles svaneungen dårligt.
Nogle ænder siger "ham [svaneungen] ville vi ikke tåle", at "han er for stor og for aparte", "så skal han nøfles" og andre omtaler svaneungen som "inderlig styg" og "fæle spektakel".
Svaneungen bliver bidt, puffet, gjort nar af, hugget og sparket af eventyrets forskellige figurer.
Først til sidst i eventyret afslører H.C. Andersen, at "den grimme ælling" er en svaneunge.
Det sker hvor svaneungen selv opdager sin egen identitet, da den nærmer sig nogle andre svaner og tror den vil blive dræbt.
Den bøjer hovedet og ser sit eget spejlbillede.
Eventyrsamlingen blev anmeldt den 19. november 1843 i avisen Fædrelandet. Om Den grimme ælling skriver den ukendte anmelder

[...] det 4de og sidste Eventyr, "den grimme Ælling", er, uagtet det har en vis, i Andersens poetiske Virksomhed altfor hyppig fremtrædende, subjectiv Tendens, uagtet det utvivlsomt er en Allegori over det samme Thema, som "Improvisatoren", "Kun en Spillemand" osv., meeer end tilstrækkelig have varieret, nemlig Digterens eget miskjendte Værd, dog saa frit for sygelig Sentimentalitet, dog saa friskt opfattet, saa livligt og lunefuldt behandlet, at det læses med meget Fornøielse.

Meïr Aron Goldschmidt kommenterede også eventyret.
Tegneren Vilhelm Pedersen har illustreret eventyret.
Jean Hersholt har stået for en engelsk oversættelse.
H.C. Andersens eventyr har blandt andet inspireret tegnefilmen Den grimme ælling og mig fra 2006 og et relief på Risingskolen i Odense udført af Ida H. Mortensen i 1992.
"Den grimme ælling" er blevet et generelt begreb i det danske sprog om noget der først bliver set ned på, men senere bliver anerkendt.

## Adaptationer
"Den grimme ælling" blev et af Andersens mest elskede eventyr og er kendt overalt i verden. Eventyret er blevet tilpasset mange medier.
- Film baseret på eventyret: to korte Silly Symphonies animerede produceret af Walt Disney med titlen The Ugly Duckling. Den første var fra 1931 i sort/hvid. Ved en genindspilning i 1939 kom den i farver. Den sidste film vandt ved Oscar-uddelingen i 1939 en Oscar i kategorien "Bedste kortfilm (Tegnefilm)" [5] og det var den sidste "Silly Symphony"-filmen der blev lavet. Den største forskel mellem Andersens fortælling og Disney-udgaven er, at i Disney-udgaven varer ællingens prøvelser ikke i måneder, kun få minutter. I 2006 producerede det danske animation studie A. Film en spinoff tegnefilmsfilm med titlen Den grimme ælling og mig og en senere børne-tv-serie produktion Den grimme ælling junior med de samme personer som i filmen. Tom and Jerry-afsnittet Downhearted Duckling er også baseret på den berømte fortælling.

- Musicalversioner. I 1914 komponerede den russiske komponist Sergei Prokofiev et stykke med sang og klaver baseret på Nina Mershcherskys version af eventyret, og i 1932 blev stykket udvidet med mere sang og orkester. Stykket er omskrevet af Lev Konov i 1996, og hans opera blev en stor succes i Rusland. Andre musical-versioner er sangen “The Ugly Duckling” komponeret af Frank Loesser og sunget af Danny Kaye i Charles Vidors musicalfilm fra 1952 Hans Christian Andersen. Honk! er en musical baseret på eventyret produceret i England; den vandt en Olivier Award. Eventyret blev til en musical af Gail Deschamps og Paul Hamilton, der turnerede i England 2002-2003. I 1998 spillede musicalen "Piccolo Spoleto" i 17 dage [6].

I "Final Fantasy"-fablerne "Choboco Tales", er der en fortælling med titlen "Ugly Choboco", baseret på "Den grimme ælling".
I Yoshi-episoden "Fairy Tales" var der et udsnit af fortællingen, der var animeret af Gene Deitch.
- Ballet. I 2009 præsenterede Dance Theatre fra Bradenton i Florida en balletversion (Allison Norton: The Ugly Duckling).

## Henvisning
- Den grimme Ælling — fulde tekst fra Wikisource
- Den grimme Ælling Arkiveret 16. juli 2020 hos  Wayback Machine, faksimile af Eventyr bind 2 fra Arkiv for Dansk Litteratur.
- Lars Bo Jensen, H.C. Andersen : Den grimme Ælling Arkiveret 10. juni 2007 hos  Wayback Machine, H.C. Andersen Centret, 2007.
- Den grimme Ælling Arkiveret 11. november 2013 hos  Wayback Machine, faksimile med kommentarer og noter til eventyret i bogen Eventyr bind 7 fra Arkiv for Dansk Litteratur.